# Vladímir Voyevodski
Vladímir Aleksándrovich Voyevodski (del ruso: Владимир Александрович Воеводский), también trascrito como Voevodsky (Moscú; 4 de junio de 1966-Princeton, Nueva Jersey; 30 de septiembre de 2017) fue un matemático ruso nacionalizado estadounidense, ganador de la Medalla Fields en 2002. 

## Biografía
Hijo de un físico nuclear y de una química, Voyevodski estudió en la Universidad Estatal de Moscú. Además, recibió su título de Doctor en Matemáticas en la Universidad de Harvard en 1992. Ejerció como profesor titular del Instituto de Estudios Avanzados de Princeton, Nueva Jersey.
Fue autor junto a Andréi Suslin y Eric M. Friedlander de Cycles, Transfers and Motivic Homology Theories.
Hizo grandes aportaciones a las matemáticas modernas. Desarrolló la noción de homotopía para las variedades algebraicas y formuló la de cohomología motívica. Estos trabajos le permitieron resolver en álgebra las conjeturas de Milnor y de Bloch-Kato. En 2002 obtuvo la medalla Fields. Su última contribución fue el axioma de Univalencia para la teoría de tipos de Martin-Löf, originalmente definidas para conjuntos simpliciales y luego usando nociones de topología, geometría algebraica y teoría de homotopía, trabajo pionero en Teoría de tipos homotópica.
Falleció el 30 de septiembre de 2017 a los 51 años de edad.